# Chevalier Milo
Émile Louis Auguste Chevalier est né le 26 mai 1892 à Briare dans le Loiret. Il signe ses toiles du nom d’artiste Chevalier Milo. Il est référencé en tant que peintre de paysages par le Bénézit, le dictionnaire des peintres, sculpteurs, dessinateurs et graveurs dans son édition de 1976. 
Il a peint Paris jusqu'à la fin des années 1950, la butte de Montmartre, les bords de Seine, Saint-Germain-des-Prés. À partir des années 1960, il se consacre à rendre la beauté de la nature et des saisons, par des paysages champêtres et des bouquets plein de fraîcheur.
Il est mort le 2 décembre 1973 à Joux-la-Ville (Yonne) près de Vézelay. 
Émile Chevalier est aujourd’hui considéré un peintre impressionniste du XXe siècle. 

## Biographie
Il a été l’élève d’Ernest Victor Romanet (1876-1940), prix Corot 1930. 
Son activité s’étend de la fin de la Première Guerre mondiale à sa mort. 
Il est, jusqu'à sa mise à la retraite en 1944, inspecteur aux Renseignements généraux. En raison de ses activités collaborationnistes et de suspicions fortes de délations ayant conduit à la déportation de plusieurs personnes, Émile Chevalier fait l'objet d'un procès par la commission d'épuration, en septembre 1944, à la suite duquel il sera condamné, comme le précise Annie Cohen-Solal dans son ouvrage intitulé "Un étranger nommé Picasso", paru en avril 2021, à deux ans de suspension de pension de retraite. Ses collègues le qualifient alors de « mouchard » doté d'une « intelligence [qui n'était] pas de tout premier ordre ».  
Lors du procès, Emile Chevalier a vigoureusement contesté l'ensemble des faits qui lui étaient reprochés, hormis le fait d'avoir " cru en Pétain après le désaroi de l'invasion ". Le caractère relativement peu sévère de sa condamnation résulte du fait que les accusations les plus graves formulées à son encontre (délation ayant conduit à la déportation de plusieurs personnes) reposaient simplement sur des soupçons de la part d'anciens collègues, qui n'ont pu être étayés par aucun élément de preuve.  
Émile Chevalier est connu pour avoir, dans le cadre de ses fonctions aux Renseignements généraux, demandé, en mai 1939, le rejet de la demande de naturalisation de Pablo Picasso, qualifié de « peintre soi-disant moderne qui a gagné des millions placés, paraît-il, à l'étranger. », dans un rapport d'enquête exclusivement à charge et outrageusement critique à l'encontre de Picasso. 
Sauf à être naïf,  il est difficile de croire que le fait que l'enquête sur Picasso ait été confiée à un inspecteur de police étant par ailleurs artiste peintre et ne faisant pas mystère de son aversion pour le style de peinture de Picasso, soit une circonstance purement fortuite.  
Sans que cela n'exonère en rien Emile Chevalier de ses responsabilités dans cette affaire,  il paraît raisonnable d'y voir la manifestation d'une forte volonté politique ayant conduit la direction des renseignements généraux à organiser l'enquête de telle sorte qu'elle puisse légitimer le refus de naturalisation française de Picasso.

## Expositions

### À partir des années 1920
- Salon de la Société des artistes français (sociétaire)
- Salon d’automne avec en 1929, les toiles Le Manège d'enfants et Dégel à Paris[4]
- Salon des indépendants.

### À partir des années 1950
Il expose dans une galerie de Barbizon.
Ses œuvres sont aujourd'hui majoritairement dans des collections particulières de France, Europe et Japon.